# Пепе (футболист, р.1983)
Вижте пояснителната страница за други личности с името Пепе.
Кеплер Лаверан Лима Ферейра (на португалски: Képler Laveran Lima Ferreira), известен като Пепе (Pepe), е бивш португалски и бразилски футболист- национал от бразилски произход, централен защитник.

## Кариера
Стартира професионалната си кариера през 2001 г. като играч на Маритимо, отбор от остров Мадейра.

### Порто
През 2004 г. преминава в състава на Порто, с който печели 2 пъти шампионската титла в Португалската лига, един път Купата на Португалия и един път Суперкупата на Португалия.

### Реал Мадрид
През лятото на 2007 г. преминава в редиците на Реал Мадрид за сумата от 30 млн. евро. На 21 август подписва нов договор с клуба, който е до 30 юни 2017 година.

## Национален отбор
Дебютира в националния отбор на Португалия на 21 ноември 2007 г. срещу Финландия. Първият си гол за националния отбор отбелязва на 7 юни 2008 г. по време на Европейското първенство по футбол в срещата с Турция.

## Успехи

### Клубни
Порто
- Португалска лига (4): 2005/06, 2006/07, 2019/20, 2021/22
- Купа на Португалия (3): 2005/06, 2019/20, 2021/22
- Суперкупа на Португалия (4): 2004, 2006, 2020, 2022
- Междуконтинентална купа: 2004

 Реал Мадрид
- Примера дивисион (2): 2007/08, 2011/12
- Купа на Испания (2): 2010/11, 2013/14
- Суперкупа на Испания (2): 2008, 2012
- Шампионска лига (3): 2013/14, 2015/16, 2016/17
- Суперкупа на Европа – (1): 2014, 2016
- Световно клубно първенство – 2014, 2016

### Национален отбор[3]
- Европейско първенство: 2016
- Лига на нациите : 2019[4]

### Индивидуални
- УЕФА Евро – отбор на турнира – 2008, 2012